# Glastonia
Glastonia (łac. Dioecesis Glastoniensis, ang. Diocese of Glastonbury) – stolica historycznej diecezji w Anglii, erygowanej ok. roku 1197, a zlikwidowanej ok. roku 1220. Współcześnie miejscowość Glastonbury w hrabstwie Somerset. Obecnie katolickie biskupstwo tytularne.

## Biskupi tytularni
| Lp. | Biskup               | Funkcja                                        | Od                | Do               |
| --- | -------------------- | ---------------------------------------------- | ----------------- | ---------------- |
| 1   | Thomas Joseph Toolen | emerytowany arcybiskup Mobile (USA)            | 29 września 1969  | 4 grudnia 1976   |
| 2   | Kevin O’Connor       | biskup pomocniczy Liverpoolu (Wielka Brytania) | 28 maja 1979      | 5 maja 1993      |
| 3   | Peter Zurbriggen     | nuncjusz apostolski                            | 13 listopada 1993 | 28 sierpnia 2022 |
| 4   | Philip Moger         | biskup pomocniczy Southwark (Wielka Brytania)  | 28 listopada 2022 | 13 września 2024 |